# Kreis Saint-Saphorin
| Kreis Saint-Saphorin           | Kreis Saint-Saphorin    |
| Basisdaten                     | Basisdaten              |
| ------------------------------ | ----------------------- |
| Staat:                         | Schweiz                 |
| Kanton:                        | Waadt (VD)              |
| Bezirk:                        | Lavaux                  |
| Hauptort:                      | Saint-Saphorin (Lavaux) |
| Fläche:                        | 26,20 km²               |
| Einwohner:                     | 5'951 (31.12.2023)      |
| Bevölkerungsdichte:            | 227 Einw. pro km²       |
| Aufgehoben am:                 | 31. Dezember 2006       |
| Karte                          |                         |
| Karte von Kreis Saint-Saphorin |                         |

Der Kreis Saint-Saphorin (französisch Cercle de Saint-Saphorin) war bis zum 31. August 2006 eine Verwaltungseinheit des Bezirks Lavaux im Kanton Waadt in der Schweiz. Sitz des Kreisamtes war Saint-Saphorin (Lavaux).
Der Kreis umfasste vier Gemeinden und war 26,20 km² gross. Die Gemeinden des ehemaligen Kreises zählten Ende 2023 5'951 Einwohner.
| Wappen                  | Name der Gemeinde       | Einwohner (31. Dezember 2023) | Fläche in km² | Einw. pro km² |
| ----------------------- | ----------------------- | ----------------------------- | ------------- | ------------- |
| Chexbres                | Chexbres                | 2'229                         | 2,15          | 1037          |
| Puidoux                 | Puidoux                 | 3'008                         | 22,86         | 132           |
| Rivaz                   | Rivaz                   | 326                           | 0,31          | 1052          |
| Saint-Saphorin (Lavaux) | Saint-Saphorin (Lavaux) | 388                           | 0,88          | 441           |
| Total (4)               | Total (4)               | 5'951                         | 26,20         | 227           |